# Conti di Toggenburgo
La casa dei Conti di Toggenburgo (in tedesco Grafen von Toggenburg) governò l'omonimo territorio del Toggenburgo, più altri nella stessa zona, dagli inizi del secolo XIII, fin verso la prima metà del secolo XV. Gran parte dei territori dominati da questa casata, sono attualmente compresi tra la Svizzera (soprattutto il Cantone di San Gallo, poi Glarona, Turgovia, Zurigo e Grigioni) e l'Austria (Vorarlberg).

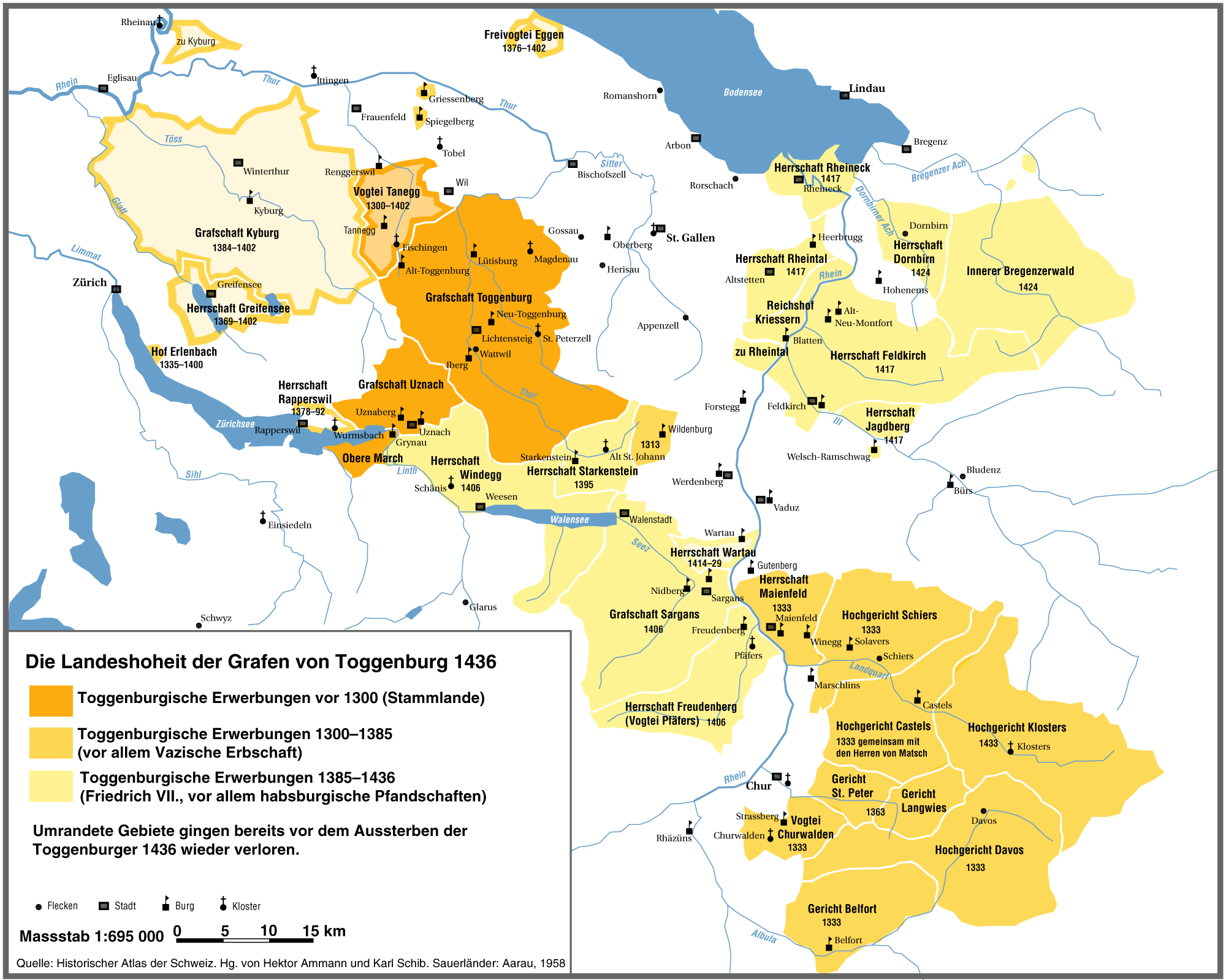
Possedimenti dei Conti di Toggenburgo

## Storia
La famiglia è attestata sin dai primi del '200 come Toccanburg, in seguito Tochimburc. La prima menzione del nome è del 1044.
Furono insigniti del titolo di conte (comes) del Sacro Romano Impero a partire dal 1209. Vi sono attestazioni risalenti all'XI e al XII secolo, riguardanti più antichi Signori di Toggenburgo, ma la loro connessione genealogica con i successivi conti di Toggenburgo non risulta essere chiara.
Presero nome dalla loro sede ancestrale, oggi conosciuta come Alt-Toggenburg, vicino a Kirchberg, Cantone di San Gallo. Questo castello fu costruito tra l'X e l'XI secolo, fu distrutto nel 1085 in un conflitto con gli Abati di San Gallo, poi ricostruito e quindi consegnato nel 1226 a questi stessi Abati.
La famiglia progressivamente estese la propria influenza nella valle del fiume Murg (un affluente del fiume Thur entrando spesso in concorrenza con gli Abati di San Gallo.
Secondo una leggenda agiografica la santa Ida di Toggenburgo, vissuta nel XII secolo e sepolta nell'abbazia di Fischingen, fu la moglie di  Diethelm IV signore di Toggenburgo.
Nel 1187, un probabile membro della famiglia, Werner di Toggenburgo divenne abate di Einsiedeln.
Nel 1436 la morte dell'ultimo conte della famiglia, Federico VII di Toggenburgo, senza eredi e senza testamento, provocò la vecchia guerra di Zurigo, per la spartizione delle sue terre.
Quattordici membri della famiglia risultano sepolti nell'Abbazia di Rüti.
Petermann von Raron, ricevette per eredità da sua madre ciò che restava della contea di Toggenburgo. Privo però di discendenti diretti, Petermann cedette la sua contea all'abate di San Gallo Ulrich Rösch (1468) e la signoria di Uznach ai cantoni di Svitto e Glarona (1469).

## Signori e Conti di Toggenburg
- Diethelm (1176?-1205/07)
- Diethelm I († c. 1229)
- Diethelm II  (1209-36/47)
- Kraft I (1228-1249/53)
- Kraft II († 1261)
- Friedrich I (1249–1283)
- Friedrich II (1260-1303/05)
- Diethelm IV (1260–1282)
- Friedrich III († 1303/1305)
- Friedrich IV (1286–1315)
- Kraft III († 1339)
- Diethelm V (1319–1337)
- Friedrich V (1315–1364)
- Friedrich VI († 1375)
- Diethelm VI († 1385)
- Donat (1353–1400)
- Friedrich VII (c. 1370-1436)
- Petermann von Raron (1436-1479)